# Kalciumdinatriumetylendiamintetraacetat
Kalciumdinatriumetylendiamintetraacetat, även kallat kalciumdinatrium-EDTA, med E-nummer E 385, är ett kalcium- och natriumsalt av EDTA som används som livsmedelstillsats som förstärker antioxidationsmedlens förmåga att inte härskna (i exempelvis margarin) eller missfärga (i exempelvis läsk). Den kan även användas för att bota blyförgiftning. Ämnet framställs syntetiskt.
Tillsatsen fungerar så att den binder metaller, varför många produkter som innehåller tillsatsen får en längre hållbarhet då den förhindrar nedbrytning av exempelvis järn och koppar. En omtalad nackdel med tillsatsen är att den även binder önskade mineraler som exempelvis kalcium. ADI är satt till 2,5 mg per kilogram kroppsvikt av både SCF och JECFA. För att nå upp detta måste man äta 600 gram konserverade bönor eller 1,5 kilogram margarin.